# Tainia paucifolia
Tainia paucifolia är en orkidéart som först beskrevs av Jacob Gijsbert Samuel van Breda, och fick sitt nu gällande namn av Johannes Jacobus Smith. Tainia paucifolia ingår i släktet Tainia och familjen orkidéer. Inga underarter finns listade i Catalogue of Life.